# بلغاروفیل
Bulgarophiles - (مقدونی: бугарофили); (بلغاری: българофили یا българомани); (صربی: бугараши); (یونانی: βουλγαρόφιλοι, or βουλγαρομάνοι, or βουλγαρίζοντες}} یک اصطلاح مورد استفاده برای افرادی که در مقدونیه و منطقه Pomoravlje خود را به عنوان بلغارها معرفی می کنند.